# Палма, Жорже
Жорже Палма (порт. Jorge Palma, полное имя Жорже Мануэл д’Абреу Палма (порт. Jorge Manuel d’Abreu Palma), род. 4 июня 1950, Лиссабон) — португальский автор-исполнитель и пианист.

## Биография
Жорже Палма родился 4 июня 1950 года в Лиссабоне. В возрасте шести лет начал обучаться игре на фортепиано, а уже два года спустя был приглашён на прослушивание в Национальную консерваторию Португалии. В 12 лет выиграл первый приз на конкурсе пианистов в городе Пальма, на острове Мальорка. Примерно в это же время Жорже начал интересоваться американской и британской рок-музыкой, открыл для себя творчество Боба Дилана, Лу Рида и Led Zeppelin, обучился игре на гитаре. В 1967 году ушёл из дома и примкнул к чернокожим музыкантам в Сантарене, но спустя полгода был найден отцом. Вернулся в Лиссабон и окончил среднюю школу, после чего поступил в университет. В конце 1970-х вместе с друзьями начал исполнять кавер-версии песен зарубежных исполнителей и писать собственные стихи.

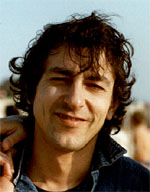
Жорже Палма, 1982 год

Дебютный сингл, под названием «The Nine Billion Names of God», Жорже записал в 1972 году. Название песни является ссылкой к рассказу Артура Кларка «Девять миллиардов имён Бога». С 1972 по 1973 год он работал в отеле и посылал некоторые свои записи на местную радиостанцию. Чтобы избежать призыва в армию и возможного участия в колониальной войне Палма бежал в Данию. После Революции гвоздик в 1974 году вернулся в Португалию. Год спустя выпустил дебютный полноформатный альбом Com Uma Viagem na Palma da Mão, вдохновлённый воспоминаниями о жизни в Копенгагене. В 1977 году завершил работу над вторым альбомом,  'Té Já. Посетил с концертами Бразилию, Испанию и Францию, где исполнял как свои песни, так и репертуар Леонарда Коэна, Нила Янга, Боба Дилана и других музыкантов.
В 1979 году вернулся в Португалию и в кратчайшие сроки записал третий альбом, озаглавленный Qualquer Coisa Pá Música. Некоторое время гастролировал и в 1982 году выпустил четвёртую пастинку Acto Contínuo, которая была задумана как концертный альбом, но в итоге была записана в студии. Год спустя у Жорже и его супруги родился первенец Винсент, которому музыкант посвятил песню «Castor» и свой пятый альбом Asas e Penas. В 1985 году вышел один из наиболее известных альбомов Палмы — O Lado Errado da Noite, с синглом «Deixa-me Rir», пользовавшимся широкой популярностью. Во второй половине 1980-х музыкант прошёл повторный курс игры на фортепиано и записал седьмой альбом Quarto Minguante, за которым последовал обширный гастрольный тур. В 1989 году вышел ещё один популярный альбом Жорже — Bairro do Amor.
В 1990-х годах музыкант выпустил только один диск с оригинальными песнями — Só, изданный в 1991 году. После Палма принял решение отказаться от работы над новыми композициями и сосредоточиться на переосмыслении своего творчества, а также совершенствования игры на фортепиано. В течение десятилетия исполнитель время от времени выступал, но в студию вернулся только в новом тысячелетии. В 2001 году выпустил десятый альбом, которому дал собственное имя — Jorge Palma. Пластинка существенно отличалась от раннего звучания Жорже, но была благосклонно принят критиками и поклонниками музыканта. В 2004 году выпустил альбом Norte, попавший на шестую строчку в национальном хит-параде Португалии. В 2007 году завершил работу над альбомом Vôo Nocturno, который возглавил чарт Португалии. Его единственный альбом оригинальных песен в 2010-х годах, Com Todo o Respeito был выпущен в 2011 году и занял второе место в португальских чартах. Его последний альбом, VIDA, вышел в 2023 году.

## Дискография
| Концерт Жорже Палмы в 2007 году | - Com Uma Viagem na Palma da Mão (1975) - 'Té Já (1977) - Qualquer Coisa Pá Música (1979) - Acto Contínuo (1982) - Asas e Penas (1984) - O Lado Errado da Noite (1985) - Quarto Minguante (1986) - Bairro do Amor (1989) - Só (1991) - Jorge Palma (2001) - Vinte e Cinco Razões de Esperança (c/ Ilda Fèteira) (2004) - Norte (2004) - Vôo Nocturno (2007) - Com Todo o Respeito (2011) - VIDA (2023) | - «The Nine Billion Names of God» (1972) - «A Última Canção» (1973) - «O Pecado Capital (c/ Fernando Girão)» (1975) - «Viagem» (1975) - «Deixa-me Rir» (1985) - «Dormia tão sossegada» (2001) - «Valsa de um homem carente» (2004) - «Encosta-te a Mim» (2007) - «Página em Branco» (2011) |